# Sceloporus aeneus
Espèce
Synonymes
- Sceloporus subniger Poglayen & Smith, 1958

Statut de conservation UICN

 LC  : Préoccupation mineure
Sceloporus aeneus est une espèce de sauriens de la famille des Phrynosomatidae.

## Répartition
Cette espèce est endémique du Mexique. Elle se rencontre entre 2 000 et 3 000 m d'altitude dans les États de Puebla, de Morelos, de Guanajuato, du Michoacán, du Querétaro, du Jalisco, de Mexico et du District fédéral.

## Liste des sous-espèces
Selon The Reptile Database (24 avril 2014) :
- Sceloporus aeneus aeneus Wiegmann, 1828
- Sceloporus aeneus subniger Poglayen & Smith, 1958

## Étymologie
Le nom spécifique aeneus vient du latin aeneus, de cuivre, de bronze, d'airain, en référence à la couleur de ce saurien. Le nom spécifique de la sous-espèce subniger vient du latin sub, en dessous, et de niger, noir, en référence aux barres gulaires noires.

## Publications originales
- Poglayen & Smith, 1958 : Noteworthy herptiles from Mexico. Herpetologica, vol. 14, no 1, p. 11-15.
- Wiegmann, 1828 : Beyträge zur Amphibienkunde. Isis von Oken, vol. 21, no 4, p. 364-383 (texte intégral).